# Brad Ashford
John Bradley Ashford, detto Brad (Omaha, 10 novembre 1949 – Omaha, 19 aprile 2022) è stato un politico statunitense, membro della Camera dei Rappresentanti per lo stato del Nebraska dal 2015 al 2017.

## Biografia
Nato a Omaha, Ashford si laureò in legge alla Creighton University e intraprese la professione di avvocato.
Negli anni sessanta entrò in politica con il Partito Repubblicano, poi negli anni ottanta cambiò schieramento e passò con i democratici. Con questa affiliazione venne eletto all'interno della legislatura statale del Nebraska nel 1986, tuttavia tre anni dopo tornò nuovamente nelle file dei repubblicani, continuando ad essere rieletto per il suo seggio. Nel 1994 lasciò il posto per candidarsi alla Camera dei Rappresentanti contro il deputato democratico Peter Hoagland, ma venne sconfitto nelle primarie repubblicane da Jon Lynn Christensen che venne poi eletto.
Dopo diversi anni di pausa dalla scena politica, nel 2006 venne rieletto all'interno della legislatura statale, dove rimase per i successivi otto anni. Nel frattempo nel 2011 lasciò nuovamente il Partito Repubblicano proponendosi come candidato indipendente. Nel 2013 provò infruttuosamente a farsi eleggere sindaco di Omaha.
Nel 2014 tentò per la seconda volta di approdare alla Camera, questa volta presentandosi alle urne come candidato democratico. In questo caso riuscì a sconfiggere il deputato repubblicano in carica Lee Terry e venne eletto. In questa tornata elettorale Ashford e Gwen Graham furono gli unici due democratici a sconfiggere un repubblicano in carica.
Nel 2016 Ashford chiese un secondo mandato agli elettori ma fu sconfitto di misura dal repubblicano Don Bacon e lasciò così il Congresso dopo soli due anni.